# ストックホルム・スタディオン
ストックホルムス・スタディオン（Stockholms stadion）またはストックホルムス・オリンピアスタディオン（Stockholms Olympiastadion）は、スウェーデンのストックホルムにある陸上競技場。1912年ストックホルムオリンピックの開催のために建設された。設計者はトールベン・グルート。以来、多くのスポーツ大会、特にサッカーとスウェーデン陸上競技選手権大会を開催。また、ローリング・ストーンズ、ロビー・ウィリアムズ、アイアン・メイデンらの多くのアーティストがコンサートを行った。ストックホルム地下鉄スタディオン駅が最寄駅。ストックホルムマラソンの発着点としても使われている。

## 歴史
ストックホルム・スタディオンは1910年から1912年にかけて建設され、1912年のストックホルムオリンピックのメイン会場として使用された。設計はトゥールベン・グルートが手掛けた（Torben Grut 1871-1945）。当時国内では鬼才として知られ、国王の別邸、エーランド（Öland）のボリホルム（Borgholm）にあるソリーデン（Solliden）のデザインを手がけた人物である。建築様式はナショナル・ロマンティシズム様式で、建設費用は約125万クローナであった。
当初は木造建築にすることが検討されていたが、トゥールベン・グルートは半永久的な建築物にするよう主張しそれが認められた。スタディオンの建設地については、ストックホルム運動公園（Idrottsparken）が選ばれた。トゥールベン・グルートは、スタディオン、エステルマルム運動場（Östermalms idrottsplats）、GIH（スウェーデンスポーツ健康科学大学）の施設それぞれを体育複合施設として考えていた。
- サッカーのピッチは 105×68メートル
- トラックは1周400メートルで、第8コースまで

ストックホルム・スタディオンは、1958年ヨーロッパ陸上競技選手権大会の会場とされた。1967年にスタディオンを使用会場とする陸上競技会・DNガランが創設され、以来年に1度開催されている。DNガランは1998年以降IAAFゴールデンリーグの、2010年からはダイヤモンドリーグの1戦として行われている。
2008年から2009年にかけて、ホームスタジアムとして使用するユールゴーデンIFの用途に合わせて、トラックを取り除き、ピッチとスタンドを改修する計画が持ち上がった。これについてユールゴーデンとストックホルムに対する諮問が行われたが、サッカースタジアムへの再建案については可能性を見出せなかった。これにより、ストックホルムは現在の状態を維持して行くことで結論を出した。
2019年に放送されたNHKの大河ドラマ『いだてん〜東京オリムピック噺〜』では、ストックホルム大会の会場であった当スタジアムで3週間撮影が行われた。

## サッカー
次のクラブチームがサッカーのホームスタジアムとして使用している。
- AIK (1912–1936)
- ユールゴーデンIF (1936–)
- FC カフェーオペラ (?-2003)
- IF ブルンマポイカナ (2005, 2007, グリムスタIPの改築に伴う)
- サッカースウェーデン代表

## 写真

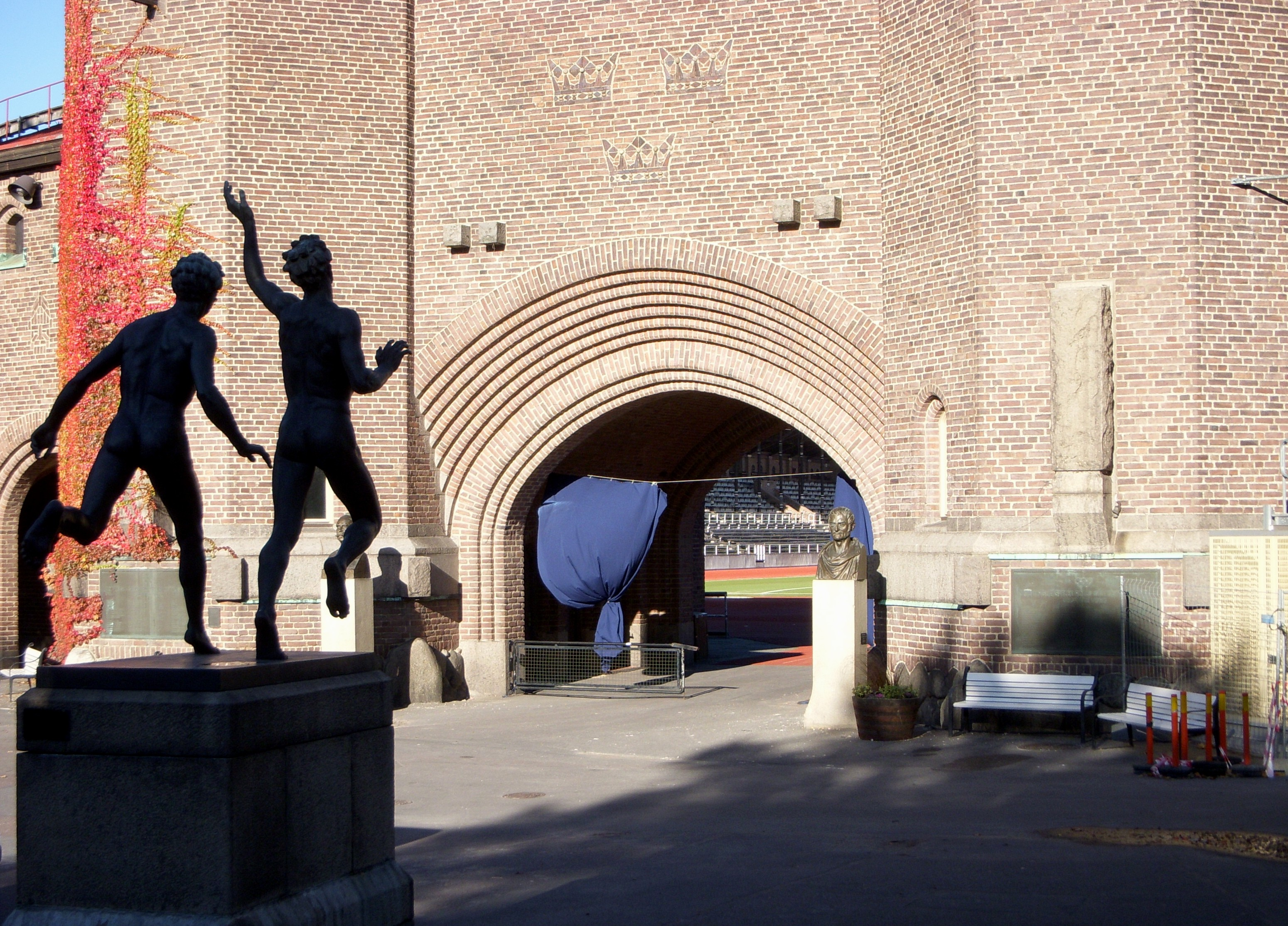
正面入口
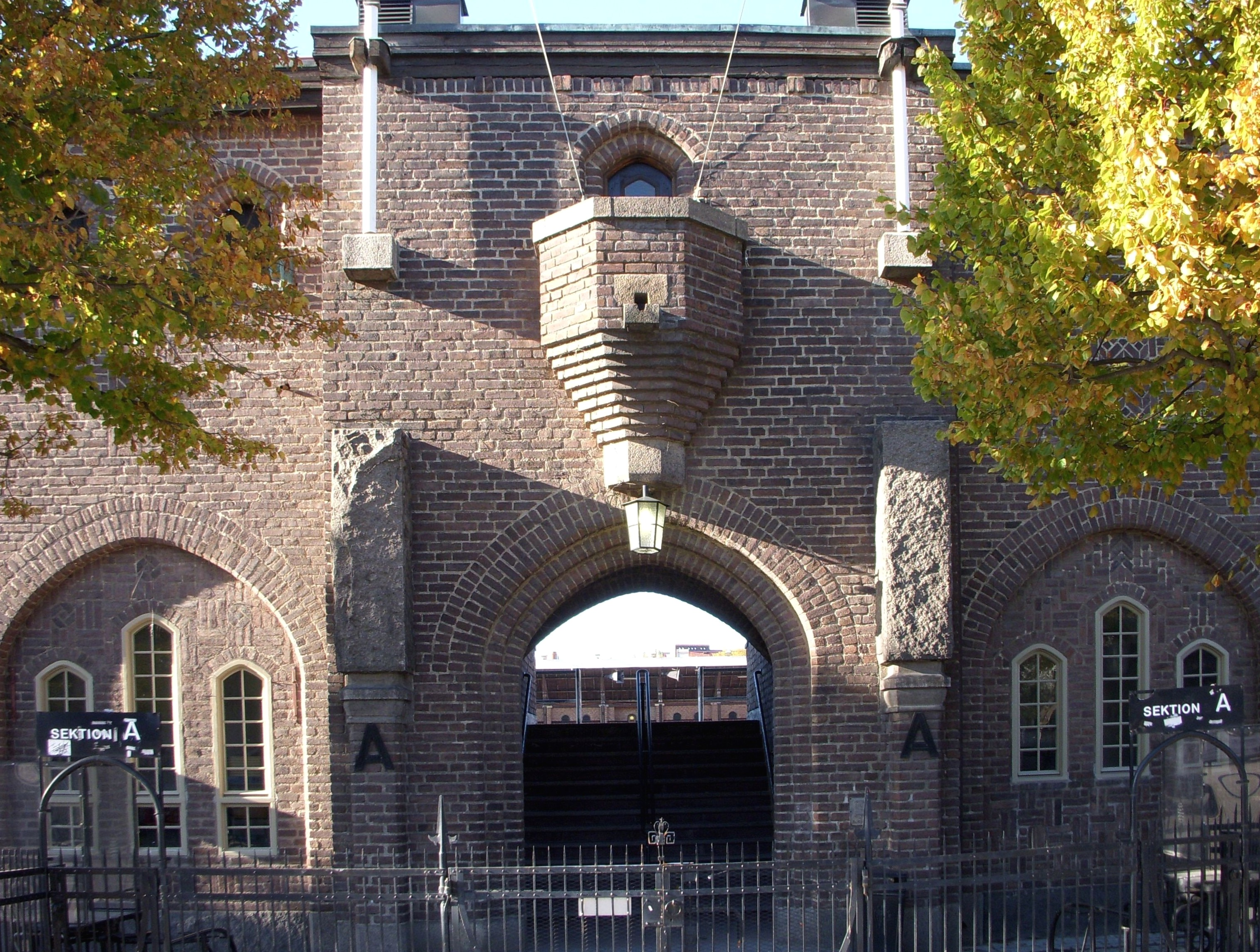
南入口
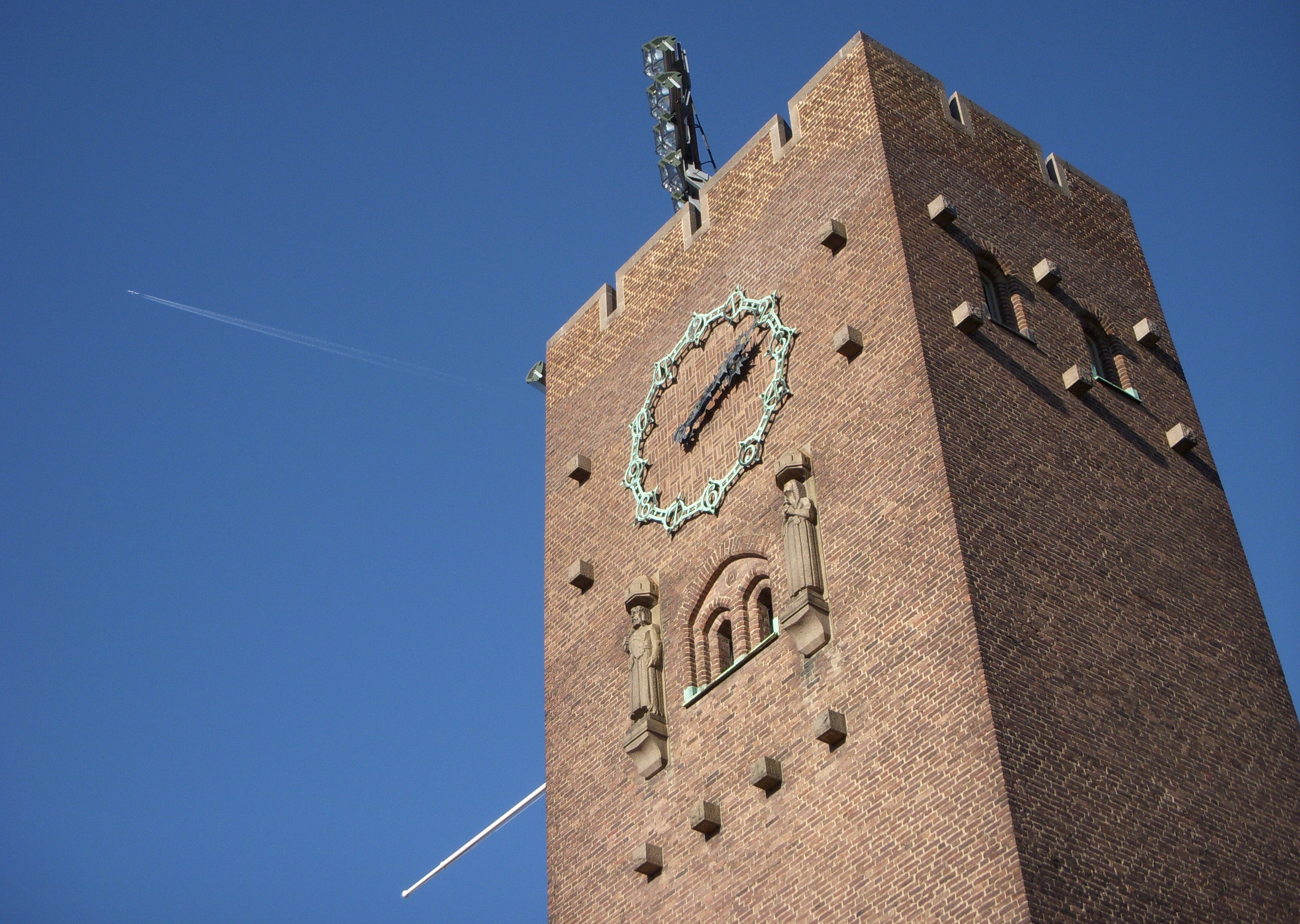
塔
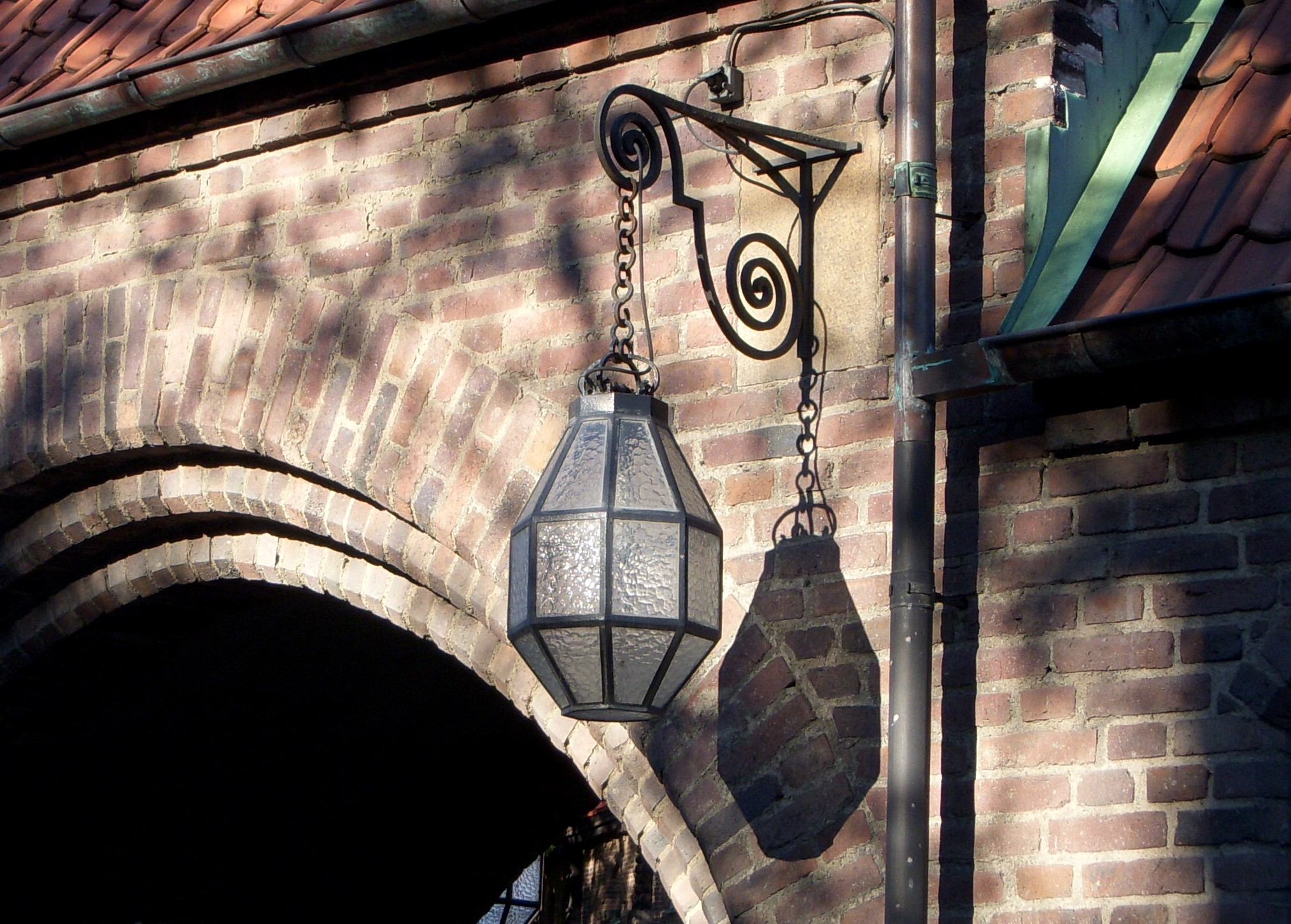
詳細